# Anosia hegesippus
Anosia hegesippus är en fjärilsart som beskrevs av Pieter Cramer 1777. Anosia hegesippus ingår i släktet Anosia och familjen praktfjärilar. Inga underarter finns listade i Catalogue of Life.